# Ankushapura, Nagamangala
Ankushapura là một làng thuộc tehsil Nagamangala, huyện Mandya, bang Karnataka, Ấn Độ.